# Yelena Vinogradova
Pour les articles homonymes, voir Vinogradova.
Yelena Vinogradova (née le 28 mars 1964) est une athlète russe spécialiste du 200 mètres et des relais.

## Carrière

### Palmarès
| Date | Compétition           | Lieu    | Résultat | Épreuve               | Performance   |
| ---- | --------------------- | ------- | -------- | --------------------- | ------------- |
| 1990 | Championnats d'Europe | Split   | 2e       | Relais 4 × 400 mètres | 3 min 23 s 34 |
| 1990 | Goodwill Games        | Seattle | 1re      | Relais 4 × 400 mètres | 3 min 23 s 70 |
| 1991 | Championnats du monde | Tokyo   | 8e       | 200 mètres            | 23 s 10       |
| 1991 | Championnats du monde | Tokyo   | 2e       | Relais 4 × 100 mètres | 42 s 20       |

### Records
| Épreuve    | Performance | Lieu  | Date         |
| ---------- | ----------- | ----- | ------------ |
| 200 mètres | 22 s 82     | Tokyo | 29 août 1991 |